# Helena Reich
Helena Reich, bürgerlich Nicole Jäger-Koydl (* 1965 in Cheb, Tschechoslowakei) ist eine deutsche Journalistin und Kriminalautorin.

## Leben
Helena Reich wurde 1965 im Westböhmischen Bäderdreieck als Nicole Koydl geboren. Ihr Vater stammte aus einer österreichischen Familie. Helena war der Vorname ihrer Ururgroßmutter und Reich der Mädchenname der Urgroßmutter väterlicherseits. Seit 1969 lebt sie in Deutschland und ist in München aufgewachsen, wo sie 1985 ihr Abitur am Willi-Graf-Gymnasium ablegte. Als Austauschschülerin war sie in Pennsylvania, USA. 
Von 1989 bis 1995 studierte sie Politikwissenschaft, Amerikanische Kulturgeschichte sowie Sozial- und Wirtschaftsgeschichte an der Ludwig-Maximilians-Universität München. Anschließend arbeitete sie zunächst als Journalistin, unter anderem für die Süddeutsche Zeitung, The Prague Post, Vital sowie natur+kosmos. Seit 1999 ist sie praktizierende klassische Homöopathin und Qigong-Lehrerin. Sie lebte in München, Bonn, Prag, Stuttgart, Ulm, Berlin und Kiew.
Ihren ersten Roman verfasste Helena Reich 2008 mit dem Titel Nasses Grab. Die tschechische Literaturzeitung Literární noviny hob besonders hervor, dass die Autorin das Bild eines magischen Prags zeichnet und den Pulsschlag Prags überzeugend einfängt. 2009 folgte ihr zweiter Roman Engelsfall, der ebenfalls in Prag spielt. Der letzte Teil der Krimitrilogie erschien 2012 und lautete Reinen Herzens.
Helena Reich ist mit dem Diplomaten und Präsidenten des Bundesnachrichtendienstes Martin Jäger verheiratet und hat zwei Kinder.

## Werke (Auswahl)
- Nasses Grab. Blanvalet-Verlag, München 2008, ISBN 978-3-442-37038-2.
- Engelsfall. Kommissar David Anděl ermittelt. Blanvalet-Verlag, München 2009, ISBN 978-3-442-37332-1.
- Mokrý hrob. Verlag Mladá fronta, Prag 2013, ISBN 978-80-204-2355-9.
- Reinen Herzens. Kommissar David Anděl ermittelt. Blanvalet-Verlag, München 2012, ISBN 978-3-442-37718-3.